# Békés vármegyei 3. sz. országgyűlési egyéni választókerület
A Békés vármegyei 3. sz. országgyűlési egyéni választókerület egyike annak a 106 választókerületnek, amelyre a 2011. évi CCIII. törvény Magyarország területét felosztja, és amelyben a választópolgárok egy-egy országgyűlési képviselőt választhatnak. A választókerület nevének szabványos rövidítése: Békés 03. OEVK. Székhelye: Gyula

## Területe
A választókerület az alábbi településeket foglalja magába:
1. Bélmegyer
2. Biharugra
3. Doboz
4. Elek
5. Füzesgyarmat
6. Geszt
7. Gyula
8. Körösnagyharsány
9. Körösújfalu
10. Kötegyán
11. Méhkerék
12. Mezőgyán
13. Okány
14. Sarkad
15. Sarkadkeresztúr
16. Szeghalom
17. Tarhos
18. Újszalonta
19. Vésztő
20. Zsadány

## Országgyűlési képviselője
| Név               | Párt                                         | Párt        | Terminus | Megjegyzés                                   |
| ----------------- | -------------------------------------------- | ----------- | -------- | -------------------------------------------- |
| Dr. Kovács József |                                              | Fidesz-KDNP | 2014 –   | A 2014-es országgyűlési választás eredménye: |
| Dr. Kovács József | A 2018-as országgyűlési választás eredménye: | Fidesz-KDNP | 2014 –   |                                              |
| Dr. Kovács József | A 2022-es országgyűlési választás eredménye: | Fidesz-KDNP | 2014 –   |                                              |

## Demográfiai profilja
| Iskolai végzettség                | Iskolai végzettség               | Iskolai végzettség | Iskolai végzettség | Iskolai végzettség |
| --------------------------------- | -------------------------------- | ------------------ | ------------------ | ------------------ |
|                                   |                                  |                    |                    | fő                 |
| Általános iskolát nem végezte el  | Általános iskolát nem végezte el |                    | 1795               | 1795               |
| Általános iskola                  | Általános iskola                 |                    | 15177              | 15177              |
| Szakmunkás                        | Szakmunkás                       |                    | 17193              | 17193              |
| Érettségi                         | Érettségi                        |                    | 20775              | 20775              |
| Diploma                           | Diploma                          |                    | 9949               | 9949               |
| A 2022. évi népszámlálás szerint. |                                  |                    |                    |                    |

A Békés vármegyei 3. sz. választókerület lakónépessége 2022. október 1-jén 77 603 fő volt. A 2011-es és a 2022-es népszámlálás között 9767 fővel csökkent a választókerület lakosság száma. A választókerületben a korösszetétel alapján a legtöbben a középkorúak élnek 28 267 fővel, míg a legkevesebben a gyermekek 12 714 fővel. A választókerület lakosságának a 79,9%-nál van internet elérési lehetőség.
A legmagasabb befejezett iskolai végzettség szerint az érettségi végzettséggel rendelkezők élnek a legtöbben 20 775 fő, utánuk a következő nagy csoport a szakmunkások 17 193 fővel.
Gazdasági aktivitás szerint a lakosság közel fele foglalkoztatott 35 536 fő, második legjelentősebb csoport az inaktív keresők, akik főleg nyugdíjasok 22 069 fővel.
A választókerület legjelentősebb nemzetiségi csoportja a román 2284 fő, illetve a cigány 1669 fő. Magyar állampolgársággal nem rendelkező külföldi állampolgárok aránya 0,6%.
Vallási összetétel szerint a választókerületben lakók legnagyobb vallása a református (12 552 fő), valamint jelentős közösség még a római katolikusok (5940 fő). A vallási közösséghez nem tartozók száma szintén jelentős (19 738 fő), a választókerületben a legnagyobb csoportot alkotják.

## Országgyűlési választások
| Párt                             | Párt                   | Jelölt                     | Szavazatok | %     | ± %  |
| -------------------------------- | ---------------------- | -------------------------- | ---------- | ----- | ---- |
|                                  | Fidesz-KDNP            | Dr. Kovács József          | 23 135     | 50,43 | 3,6  |
|                                  | Jobbik                 | Dr. Dévényi-Dabrowsky Géza | 10 612     | 23,13 | 4,75 |
|                                  | MSZP-Párbeszéd         | Pluhár László              | 8508       | 18,55 | 4,19 |
|                                  | LMP                    | Szabó László               | 1740       | 3,79  | 1,12 |
|                                  | Momentum               | Nagy Zoltán                | 725        | 1,58  | Új   |
|                                  | Egyéb pártok           |                            | 1152       | 2,52  | 5,84 |
| Megjelent                        | Megjelent              | Megjelent                  | 46 551     | 65,84 | 4,72 |
| Választópolgárok száma           | Választópolgárok száma | Választópolgárok száma     | 70 701     | 100   | 3,13 |
| A Fidesz-KDNP tartja a körzetet. |                        |                            |            |       |      |

| Párt                                | Párt                   | Jelölt                  | Szavazatok | %     |
| ----------------------------------- | ---------------------- | ----------------------- | ---------- | ----- |
|                                     | Fidesz-KDNP            | Dr. Kovács József Dezső | 19 315     | 46,83 |
|                                     | Összefogás             | Bod Tamás               | 9378       | 22,74 |
|                                     | Jobbik                 | Varga Géza István       | 7579       | 18,38 |
|                                     | LMP                    | Földi Mihály István     | 1101       | 2,67  |
|                                     | Munkáspárt             | Szőke János             | 423        | 1,03  |
|                                     | Egyéb pártok           |                         | 3447       | 8,36  |
| Megjelent                           | Megjelent              | Megjelent               | 41 713     | 61,12 |
| Választópolgárok száma              | Választópolgárok száma | Választópolgárok száma  | 72 918     | 100   |
| A Fidesz-KDNP nyeri meg a körzetet. |                        |                         |            |       |